# Neopanorpa parvula
Neopanorpa parvula är en näbbsländeart som beskrevs av Rainer Willmann 1976. Neopanorpa parvula ingår i släktet Neopanorpa och familjen skorpionsländor. Inga underarter finns listade i Catalogue of Life.